# Кучане
Кучане (рус. Кучане), познато и као Петровско језеро (рус. Петровское озеро) малено је слатководно ледничко језеро у централном делу Псковске области, на западу европског дела Руске Федерације. Језеро се налази на подручју Псковске низије на западу Пушкиногорског рејона. Кроз језеро протиче река Сорот, десна притока Великаје, преко које је повезано са басеном Финског залива Балтичког мора.
Акваторија језера обухвата површину од око 1,7 км². Језеро је доста плитко са максималном дубином до 3,5 метара, односно просечном од око 2 метра.
На обали језера налазе се села Михајловско и Петровско, а само језеро налази се на подручју Михајловског музеја Александра Пушкина.